# خارزارمرغ‌ها
خارزارمرغ‌ها یا خارمرغ‌ها (نام علمی: Phacellodomus) نام یک سرده از تیره مرغان تنورساز است.